# Mistrzostwa Świata Juniorów w Narciarstwie Alpejskim 2017
36. Mistrzostwa świata juniorów w narciarstwie alpejskim – zawody w narciarstwie alpejskim, które odbyły się w dniach 6–14 marca 2017 roku na trasach w szwedzkim ośrodku narciarskim Åre. Rozegranych zostało po 5 konkurencji dla kobiet i mężczyzn, a także zawody drużynowe. W klasyfikacji medalowej zwyciężyła reprezentacja Austrii, której członkowie zdobyli 12 medali, w tym 3 złote, 4 srebrne i 5 brązowych.

## Wyniki
| Pozycja | Zawodnik        | Narodowość        | Czas    |
| ------- | --------------- | ----------------- | ------- |
|         | Sam Morse       | Stany Zjednoczone | 1:23,34 |
|         | Alexander Prast | Włochy            | 1:23,72 |
|         | Raphael Haaser  | Austria           | 1:23,84 |
| 4.      | James Crawfrod  | Kanada            | 1:23,95 |
| 5.      | Marco Gämperle  | Szwajcaria        | 1:24,01 |
| 6.      | Filip Platter   | Szwecja           | 1:24,14 |

| Pozycja | Zawodnik           | Narodowość        | Czas    |
| ------- | ------------------ | ----------------- | ------- |
|         | Alice Merryweather | Stany Zjednoczone | 1:25,27 |
|         | Katja Grossmann    | Szwajcaria        | 1:25,29 |
|         | Kira Weidle        | Niemcy            | 1:25,70 |
| 4.      | Lisa Hörnblad      | Szwecja           | 1:25,82 |
| 5.      | Nina Ortlieb       | Austria           | 1:25,88 |
| 6.      | Nicol Delago       | Włochy            | 1:25,93 |

| Pozycja | Zawodnik               | Narodowość        | Czas    |
| ------- | ---------------------- | ----------------- | ------- |
|         | Nils Alphand           | Francja           | 1:17,91 |
|         | Raphael Haaser         | Austria           | 1:17,92 |
|         | Semyel Bissg           | Szwajcaria        | 1:17,93 |
| 4.      | Sam Mulligan           | Kanada            | 1:17,95 |
| 5.      | Sam Morse              | Stany Zjednoczone | 1:17,99 |
| 6.      | Maximilian Lahnsteiner | Austria           | 1:18,01 |

| Pozycja | Zawodnik          | Narodowość | Czas    |
| ------- | ----------------- | ---------- | ------- |
|         | Nadine Fest       | Austria    | 1:15,10 |
|         | Franziska Gritsch | Austria    | 1:16,29 |
|         | Dajana Dengscherz | Austria    | 1:16,40 |
| 4.      | Nina Ortlieb      | Austria    | 1:16,51 |
| 5.      | Laura Pirovano    | Włochy     | 1:16,85 |
| 6.      | Meta Hrovat       | Słowenia   | 1:17,11 |

| Pozycja | Zawodnik       | Narodowość      | Czas    |
| ------- | -------------- | --------------- | ------- |
|         | Loïc Meillard  | Szwajcaria      | 2:25,23 |
|         | Timon Haugan   | Norwegia        | 2:25,80 |
|         | Victor Guillot | Francja         | 2:26,11 |
| 4.      | James Crawford | Kanada          | 2:26,26 |
| 5.      | Albert Popow   | Bułgaria        | 2:26,32 |
| 6.      | Charlie Raposo | Wielka Brytania | 2:26,48 |

| Pozycja | Zawodnik              | Narodowość | Czas    |
| ------- | --------------------- | ---------- | ------- |
|         | Laura Pirovano        | Włochy     | 1:58,38 |
|         | Katharina Liensberger | Austria    | 1:58,51 |
|         | Chiara Mair           | Austria    | 1:59,53 |
| 4.      | Riikka Honkanen       | Finlandia  | 1:59,76 |
| 5.      | Nina Ortlieb          | Austria    | 1:59,86 |
| 6.      | Marie-Therese Sporer  | Austria    | 1:59,91 |

| Pozycja | Zawodnik        | Narodowość | Czas    |
| ------- | --------------- | ---------- | ------- |
|         | Adrian Pertl    | Austria    | 1:37,64 |
|         | Bjørn Brudevoll | Norwegia   | 1:37,80 |
|         | Simon Jefimow   | Rosja      | 1:38,26 |
| 4.      | Alex Vinatzer   | Włochy     | 1:38,31 |
| 5.      | Adrian Meisen   | Niemcy     | 1:38,56 |
| 6.      | Hans Vaccari    | Włochy     | 1:38,65 |

| Pozycja | Zawodnik        | Narodowość | Czas    |
| ------- | --------------- | ---------- | ------- |
|         | Camille Rast    | Szwajcaria | 1:42,81 |
|         | Ali Nullmeyer   | Kanada     | 1:42,90 |
|         | Chiara Mair     | Austria    | 1:43,22 |
| 4.      | Meta Hrovat     | Słowenia   | 1:43,71 |
| 5.      | Riikka Honkanen | Finlandia  | 1:43,83 |
| 6.      | Nicole Good     | Szwajcaria | 1:44,03 |

| Pozycja | Zawodnik      | Narodowość        | Czas    |
| ------- | ------------- | ----------------- | ------- |
|         | Loïc Meillard | Szwajcaria        | 2:05,14 |
|         | River Radamus | Stany Zjednoczone | 2:06,68 |
|         | Georg Hegele  | Niemcy            | 2:06,73 |
| 4.      | Semyel Bissig | Szwajcaria        | 2:06,80 |
| 5.      | Timon Haugan  | Norwegia          | 2:06,95 |
| 6.      | Sam Morse     | Stany Zjednoczone | 2:07,07 |

| Pozycja | Zawodnik          | Narodowość | Czas    |
| ------- | ----------------- | ---------- | ------- |
|         | Nadine Fest       | Austria    | 2:09,05 |
|         | Meta Hrovat       | Słowenia   | 2:09,51 |
|         | Franziska Gritsch | Austria    | 2:09,52 |
| 4.      | Camille Rast      | Szwajcaria | 2:09,60 |
| 5.      | Leona Popović     | Chorwacja  | 2:10,55 |
| 6.      | Nicole Good       | Szwajcaria | 2:11,44 |

## Drużynowo
| Konkurencja           | Data     | Złoto                                                                           | Srebro                                                                                 | Brąz                                                              |
| Rywalizacja drużynowa | 12 marca | Kanada · James Crawford · Stephanie Fleckenstein · Ali Nullmeyer · Jeffrey Read | Austria · Fabio Gstrein · Katharina Liensberger · Simon Rueland · Marie-Therese Sporer | Belgia · Sam Maes · Mathilde Nelles · Kim Vanreusel · Tom Verbeke |

## Klasyfikacja medalowa
| Miejsce | Państwo           |   |   |   | złoto · srebro · brąz |
| ------- | ----------------- | - | - | - | --------------------- |
| 1.      | Austria           | 3 | 4 | 5 | 12                    |
| 2.      | Szwajcaria        | 3 | 1 | 1 | 5                     |
| 3.      | Stany Zjednoczone | 2 | 1 | 0 | 3                     |
| 4.      | Kanada            | 1 | 1 | 0 | 2                     |
| 4.      | Włochy            | 1 | 1 | 0 | 2                     |
| 6.      | Francja           | 1 | 0 | 1 | 2                     |
| 7.      | Norwegia          | 0 | 2 | 0 | 2                     |
| 8.      | Słowenia          | 0 | 1 | 0 | 1                     |
| 9.      | Niemcy            | 0 | 0 | 2 | 2                     |
| 10.     | Belgia            | 0 | 0 | 1 | 1                     |
| 10.     | Rosja             | 0 | 0 | 1 | 1                     |